# Campeonato Africano de Atletismo Sub-18
O Campeonato Africano de Atletismo Sub-18 anteriormente Campeonato Africano de Atletismo Juvenil (em inglês: African Youth Athletics Championship) é uma competição organizada a cada dois anos pela Confederação Africana de Atletismo para atletas com idade entre 15 e 17 anos, classificados como juvenil. A competição teve sua edição inaugural em 2013.

## Edições celebradas
| Edição | Ano  | Cidade | País             | Datas                    |
| ------ | ---- | ------ | ---------------- | ------------------------ |
| I      | 2013 | Warri  | Nigéria          | 28 – 31 de março         |
| II     | 2015 | Moka   | Ilhas Maurícias  | 23 – 26 de abril         |
| III    | 2017 | Bata   | Guiné Equatorial | 29 de junho – 2 de julho |